# ینی گلس
ینی گلس (انگلیسی: Yeinny Geles; ۶ دسامبر ۱۹۹۷) وزنه‌بردار زن اهل کلمبیا است.
وی در مسابقات کشوری و بین‌المللی در مجموع برندهٔ ۲ مدال نقره، ۳ مدال برنز شده‌است.